# TV 2 (Na Uy)
TV2 là một kênh truyền hình phát sóng mặt đất của Na Uy do TV 2 Group – chi nhánh của Tập đoàn Egmont (một tập đoàn truyền thông của Đan Mạch) làm chủ sở hữu. Kênh này bắt đầu lên sóng thử nghiệm vào ngày 13 tháng 11 năm 1991 để rồi một năm sau, nó chính thức có mặt trên sóng truyền hình vào ngày 5 tháng 9 năm 1992, trở thành kênh truyền hình phát miễn phí đầu tiên của Na Uy. Đây là kênh sóng chuyên đưa các tin tức, chương trình thời sự, thể thao và giải trí. Năm 1992, TV2 được kết nạp làm thành viên hoạt động thường xuyên của Liên hiệp Phát sóng châu Âu.
Với trụ sở chính đặt tại Bergen, TV2 nằm tại một khu tổ hợp tên là Media City Bergen gồm nhiều phòng họp báo và cơ quan hành chính. Ngoài ra kênh còn có các văn phòng chi nhánh khác đặt tại Tromsø, Bodø, Trondheim, Ålesund, Hamar, Oslo, Kristiansand (đóng cửa năm 2017) và Stavanger. Giống như nhiều kênh truyền hình và điện ảnh khác tại Na Uy, hầu hết các chương trình bằng tiếng nước ngoài cũng như một số chương trình do địa phương sản xuất (ví dụ như phỏng vấn) đều có đính kèm phụ đề tiếng Na Uy chứ không phải lồng tiếng Na Uy (chỉ có ngoại lệ là các chương trình dành cho thiếu nhi).
TV2 có thị phần là 18,3% vào năm 2016, tăng nhẹ 0,1% so với cùng kì năm trước. CEO kiêm trưởng ban biên tập đương nhiệm của kênh là ông Olav Terjeson Sandnes.

## Lịch sử hoạt động

### Quyền phát sóng
Cơ quan lập pháp tối cao của Na Uy Storting đã phê duyệt dự án khởi động một kênh sóng quảng bá được tài trợ bởi đài NRK. Giấy phép được công bố chính thức vào ngày 31 tháng 1 năm 1991, trong đó có một điều khoản ghi rằng không một đơn vị nào được sở hữu quá 20% cổ phần của kênh. Các đơn vị có liên quan đến giấy phép gồm có Schibsted, Tập đoàn Egmont, Orkla (tập đoàn do Rolv Wesenlund làm chủ) và Arne Fjørtoft, rồi một nhóm đầu tư tên là NTN đã lên kế hoạch xin giấy phép. Sau cùng TV2 AS (hay Tập đoàn TV2) là đơn vị giành được giấy phép vào năm 1991. TV2 AS là một tập đoàn thuộc sở hữu của Schibsted, Vital Forsikring, Gutenberghus, NTN, Selvaag, Bergens Tidende và Sissel Ditlevsen.

### Mở kênh
TV2 chính thức được mở kênh vào ngày 5 tháng 9 năm 1992 với chương trình mang tên For første gang. Chương trình được đồng phát sóng với đài NRK và có tới 1,7 triệu khán giả theo dõi. Kênh bắt đầu lên sóng thường xuyên vào ngày hôm sau, khởi đầu với trận bóng nóng hổi giữa hai câu lạc bộ Viking và Rosenborg, một buổi hòa nhạc của Dàn hợp xướng Phúc âm Oslo, bên cạnh đó là hàng loạt các chương trình tin tức, thể thao và phim tài liệu. Hai bộ phim truyền hình của Mỹ là Flipper và A Wild Life đã từng nằm trong lịch phát sóng của kênh.

### Định dạng HD
Ngày 25 tháng 6 năm 2009, TV2 bắt đầu được phát sóng ở định dạng độ nét cao (HD). Các chương trình có mặt trong lịch phát sóng kênh HD vào năm 2009 gồm có Tour de France, phim điện ảnh vào các ngày Thứ Sáu và Thứ Bảy, trận bóng đá đêm muộn vào Chủ Nhật, Jakten på kjærligheten, Skal vi danse và các bộ phim truyền hình của Mỹ như Grey's Anatomy, Cleaners, Scrubs, Brothers & Sisters, Modern Family và Criminal Minds.
Ngày 30 tháng 1 năm 2021, khán giả xem kênh TV2 đã bầu chọn cầu thủ bóng đá Martin Ødegaard là cầu thủ xuất sắc nhất trận đầu tiên mà anh khoác áo Arsenal đối đầu Manchester United trước cả khi anh vào sân thi đấu trận này.

## Phủ sóng
Đầu năm 1992, phạm vi phủ sóng của TV2 chiếm khoảng 60%, tức có tiềm năng đạt mốc 2,5 triệu người xem. Đến năm 1994, tỷ lệ phủ sóng đã đạt mốc 90%.

## Thị phần
Năm 1992, TV2 có thị phần là 18,3%, tức tăng 0,1% điểm so với năm 2015, nhưng đồng thời giảm 2,9% điểm so với năm 2015 cùng lúc đó.

## Sách đọc thêm
- Gøran Skaalmo và Bjørn Eckblad (2012). Se hva som skjedde: Historien om TV2 (bằng tiếng Na Uy). Font forlag. ISBN 9788281691667.
- Finn H. Andreassen (2004). Subjektivt kamera. Bak kulissene i mediehuset TV 2 (bằng tiếng Na Uy). Kagge. ISBN 82-489-0381-8